# Bundesstraße 306
Pour les articles homonymes, voir Route 306.
La Bundesstraße 306 est une Bundesstraße du Land de Bavière.
Elle mène de Traunstein à Inzell. Elle fait partie de la route touristique Alpes-Mer Baltique. La B 306 relie les Bundesstraßen 304 et 305 et passe sous l'A 8 à Siegsdorf, où on peut tourner vers Ruhpolding.

## Source
- (de) Cet article est partiellement ou en totalité issu de l’article de Wikipédia en allemand intitulé « Bundesstraße 306 » (voir la liste des auteurs).

1. ↑  (de) « Die Bundes- und Reichsstraßen in Deutschland - Nr. 166 bis 327 » [archive du 18 février 2009], sur home.arcor.de (consulté le 16 juillet 2025)